# Turó de l'Ullar
El Turó de l'Ullar és una muntanya de 648 metres d'altitud dels terme municipal de Sant Quirze Safaja, a la comarca natural del Moianès.
El cim del turó pertany a Sant Quirze Safaja, però els vessants oest, sud i est són en terme de Bigues i Riells. Forma part dels Cingles de Bertí. És a llevant del poble de Riells del Fai, a l'extrem nord del terme biguetà i al del sud-est del de Sant Quirze Safaja.